# Reduta Bank Polski

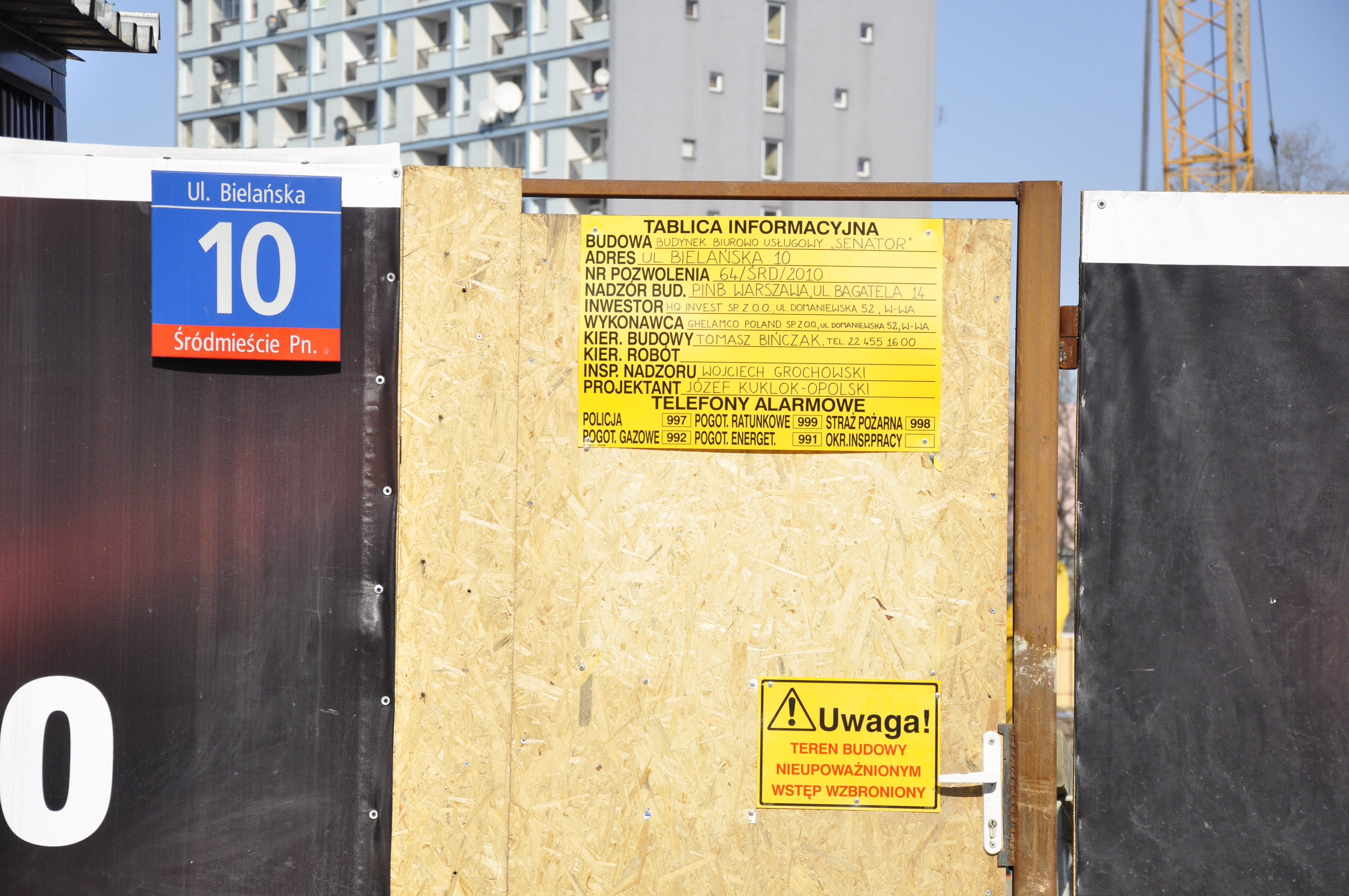
Informationstafel zum Neubau auf dem Gelände

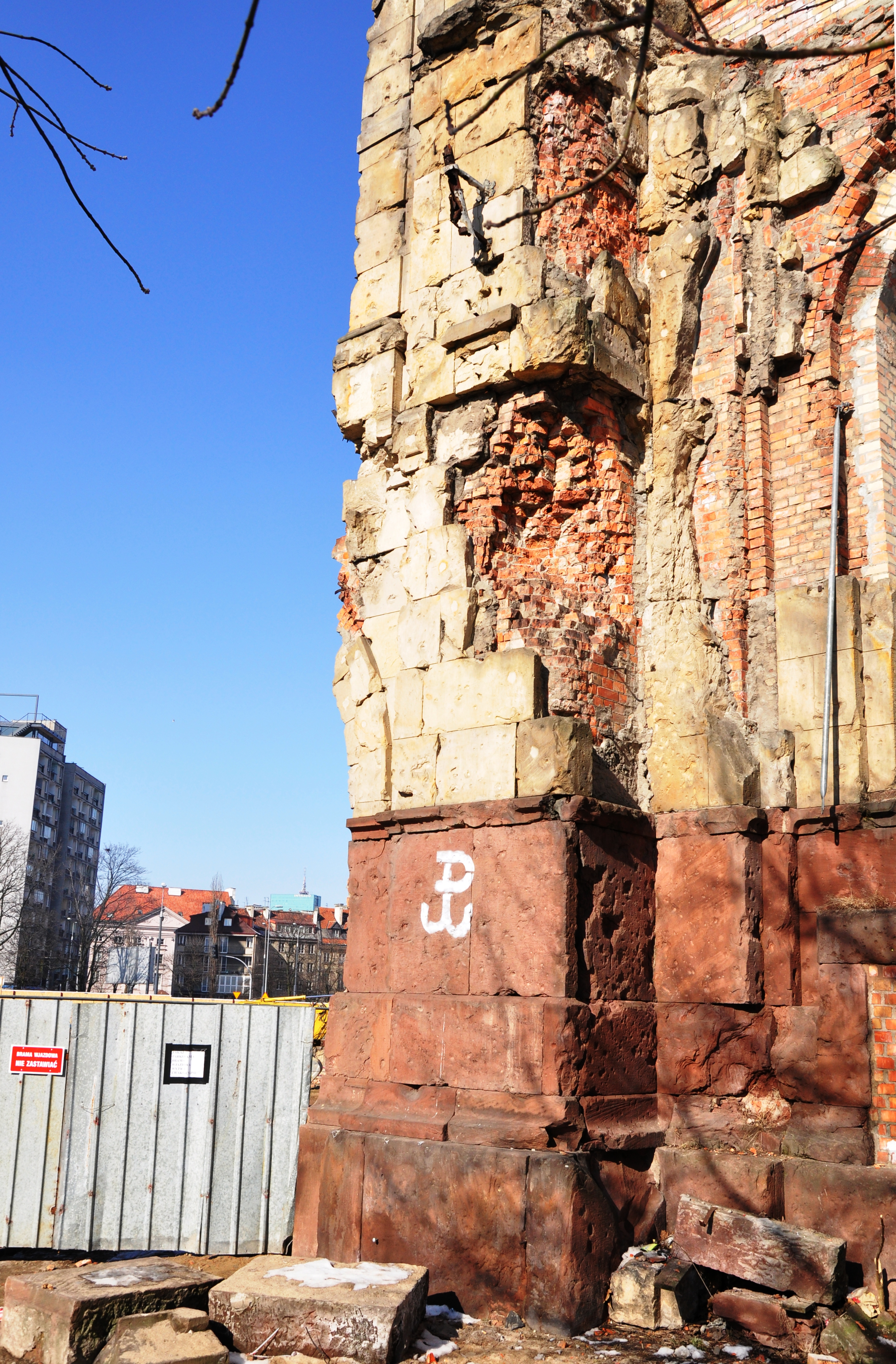
Detail des kriegsbeschädigten Westflügels der Bank im März 2011

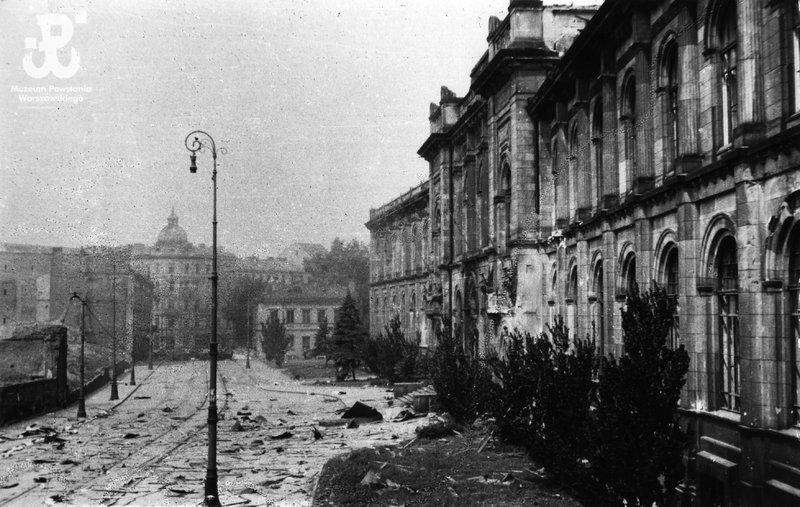
Das Gebäude während der Kämpfe des Warschauer Aufstandes im Jahr 1944, Westflügel und Mitteltrakt entlang der Bielańska-Straße

Ein als Reduta Bank Polski bezeichnetes Gelände in der Warschauer Innenstadt ist das Grundstück des zu Beginn des 20. Jahrhunderts errichteten Gebäudes der ehemaligen polnischen Nationalbank, deren Reste sich an der Bielańska-Straße 10 in Warschau befinden. Das Gebiet ist eines der wichtigsten Symbole des Warschauer Aufstandes. Hier befand sich eine erbittert umkämpfte militärische Schanze (im Polnischen: „Reduta“) der polnischen Heimatarmee, nach der das Gelände heute benannt ist.

## Geschichte
An der Stelle, an der sich im 18. Jahrhundert die aus zwei Gebäuden bestehende Münzprägeanstalt des letzten polnischen Königs, Stanisław August Poniatowski befand, ließ die russische Staatsbank nach Abriss der alten Münze in den Jahren 1907 bis 1911 ein monumentales Bankgebäude im Stil der Neorenaissance errichten. Der unregelmäßige zweiflügelige Bau mit Mitteltrakt basierte auf einem Projekt von Leonti Nikolajewitsch Benois, dem damaligen Rektor der Akademie der Bildenden Künste in St. Petersburg.
Während der russischen Besatzungszeit diente das Gebäude als Sitz der polnischen Niederlassung der russischen Staatsbank. Nach Wiedererlangung der Unabhängigkeit wurde hier 1918 zunächst die Polnische Landesdarlehenskasse (polnisch: Polska Krajowa Kasa Pożyczkowa) untergebracht. Nach 1926 war es dann der Sitz der Bank Polski (deutsch: Polnische Bank), dem Vorgängerinstitut der heutigen Nationalbank Polens.

### Zweiter Weltkrieg
Während der deutschen Besatzung in den Jahren 1939 bis 1944 diente das Gebäude als Sitz einer Emissionsbank. Im Warschauer Aufstand ab August 1944 waren die Bank und das angrenzende Gebiet Schauplatz heftiger Kämpfe, deren Spuren noch heute an der Fassade des bestehenden Westflügels sichtbar sind. Die Einheit „Sosna“ des „Łukasinski“-Bataillons der polnischen Heimatarmee hielt hier Stellungen vom 1. August bis zum 21. September 1944. Das Gebäude wurde nicht nur von deutschen Bodentruppen beschossen, sondern auch aus der Luft bombardiert.
In den 1960er Jahren wurde der Hauptteil (Mitte und Nordflügel) der stark beschädigten Gebäudes an der Ecke Bielańska-Straße und der nach dem Krieg neu erstandenen, hier zweigeteilten Solidarności-Allee abgerissen. Nur der Westflügel an der Ecke Bielańska- und Daniłowiczowska-Straße blieb erhalten. Er wurde in das Denkmalschutz-Register der Stadt eingetragen.
Weil der Ort ein bedeutendes Symbol der Verteidigung der Warschauer Altstadt im Zweiten Weltkrieg darstellt, wurde hier die Einrichtung eines Museums zum Warschauer Aufstand geplant. Ab dem Jahr 1981 begann das Komitee zum Bau des Museums des Warschauer Aufstandes (polnisch: Społeczny Komitet Budowy Muzeum Powstania Warszawskiego) hier mit dem Zusammentragen von zukünftigen Museumsexponaten. 1993 wurde das Grundstück der ehemaligen Nationalbank mit den bestehenden Gebäuderesten unter Denkmalschutz-Auflagen an die Immobilienentwicklungsgesellschaft Reduta Banku Polskiego des umstrittenen polnischen Unternehmers Antoni Feldon verkauft. Bis zum Jahr 2010 erfolgten außer wenigen substanzerhaltenden Maßnahmen aber keine größeren Bauaktivitäten. In den 2000er Jahren war der provisorisch abgedeckte Westflügel ein beliebter Veranstaltungsort für Modenschauen, Konferenzen, Ausstellungen  oder Firmenevents.

### Der unsanierte Westflügel im März 2011

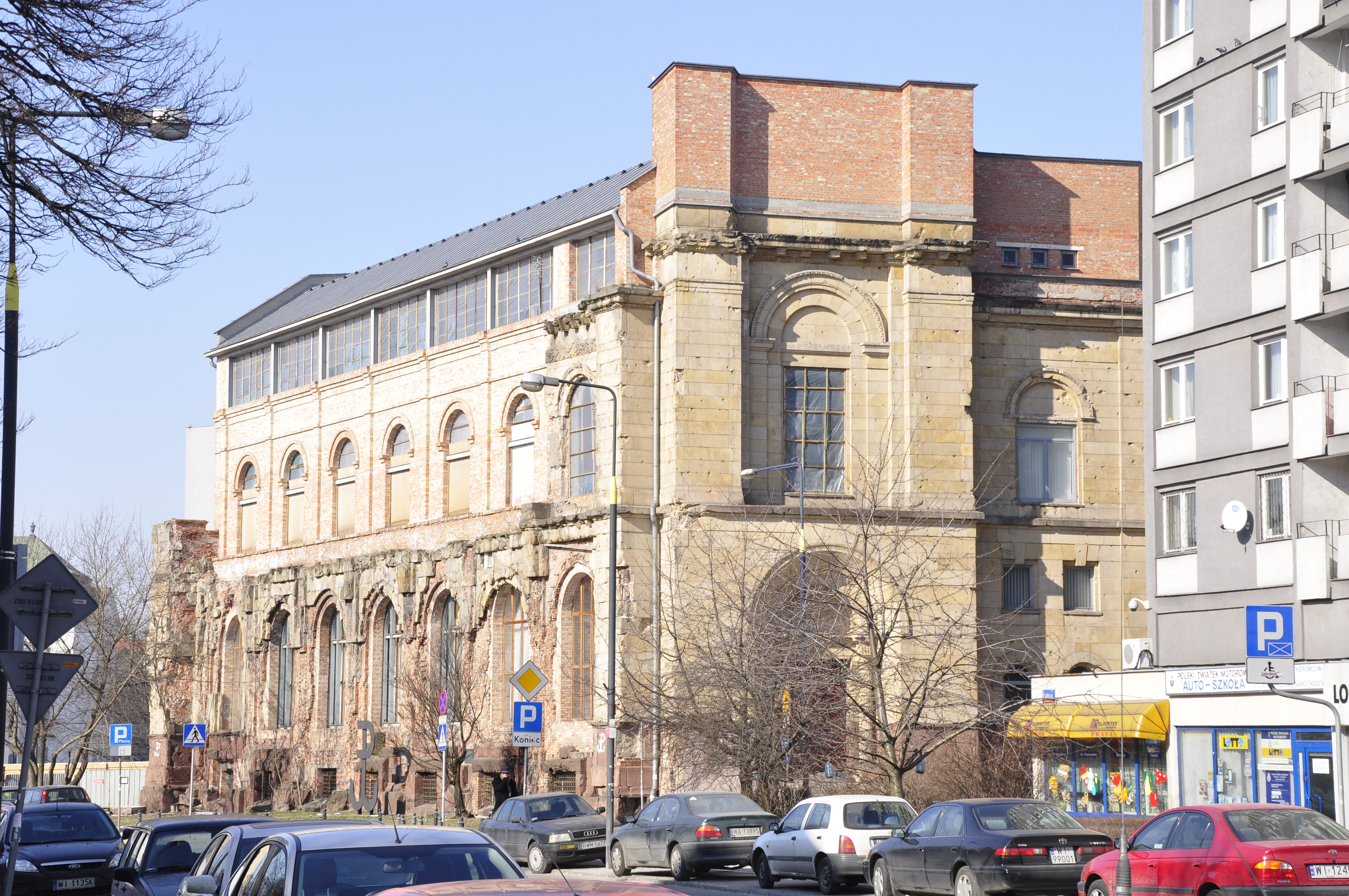
Ostflügel von der Senatorska-Straße
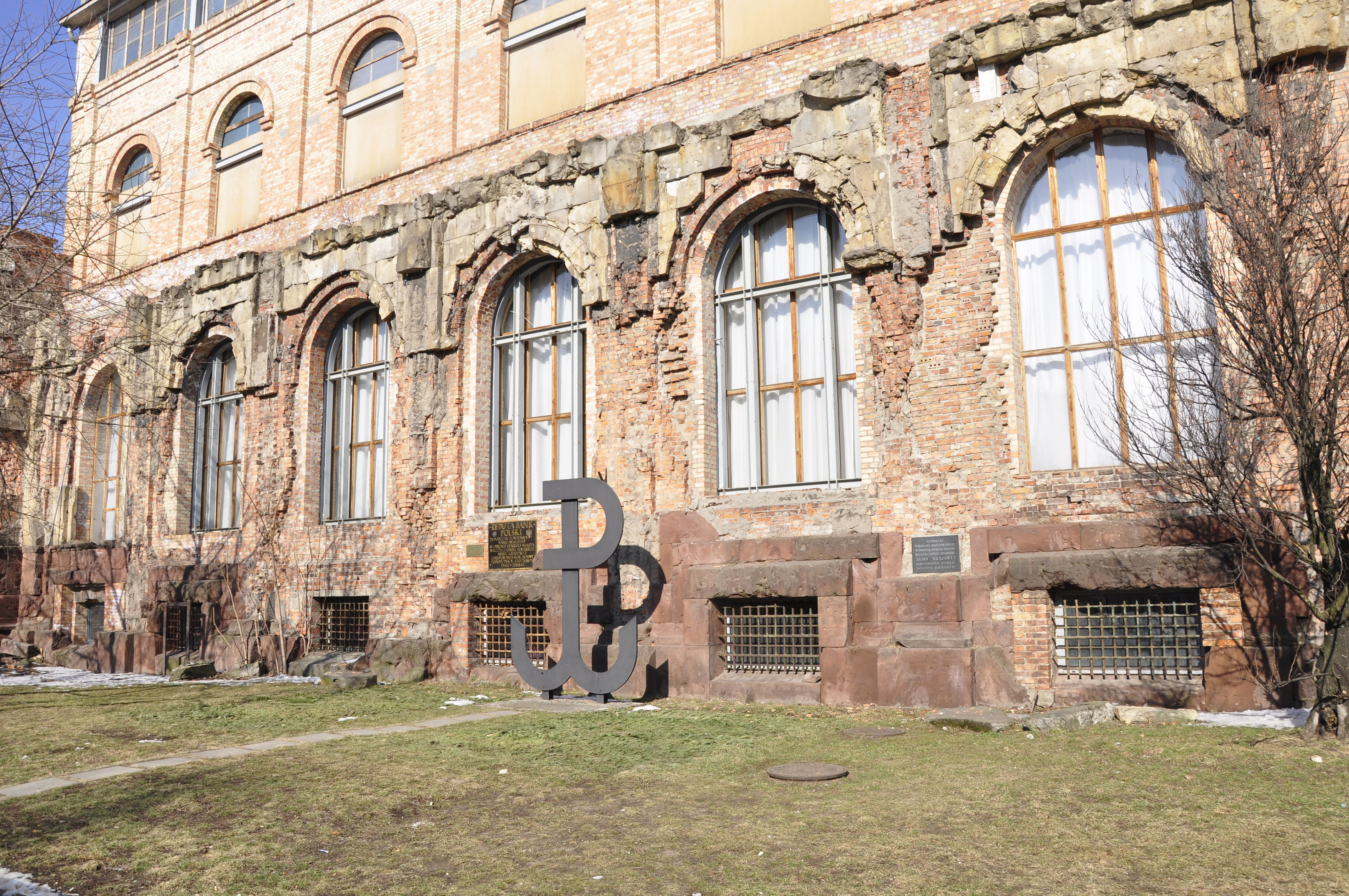
Das Kotwica-Symbol vor dem Ostflügel
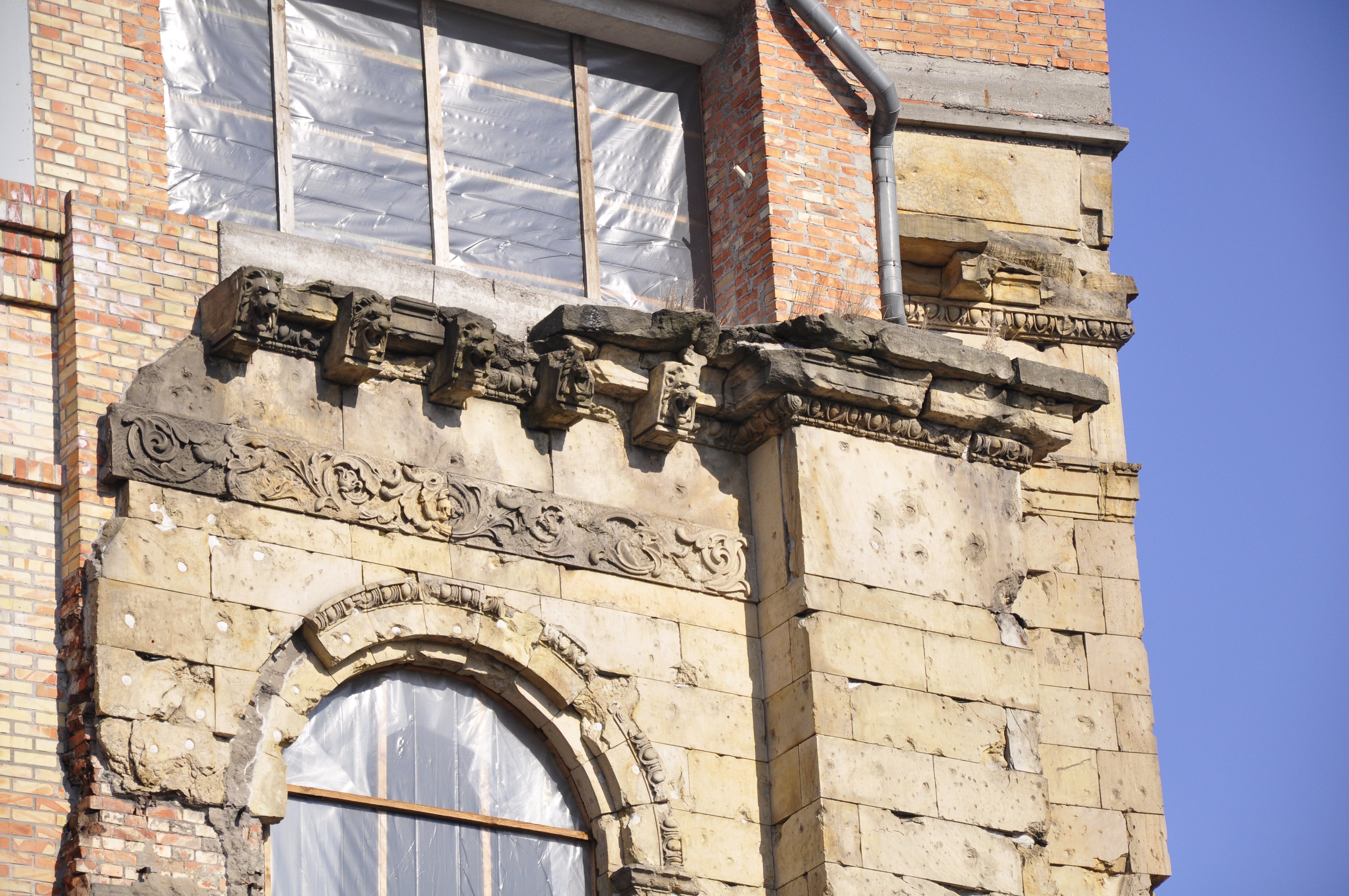
Fassaden-Detail des ersten Stocks
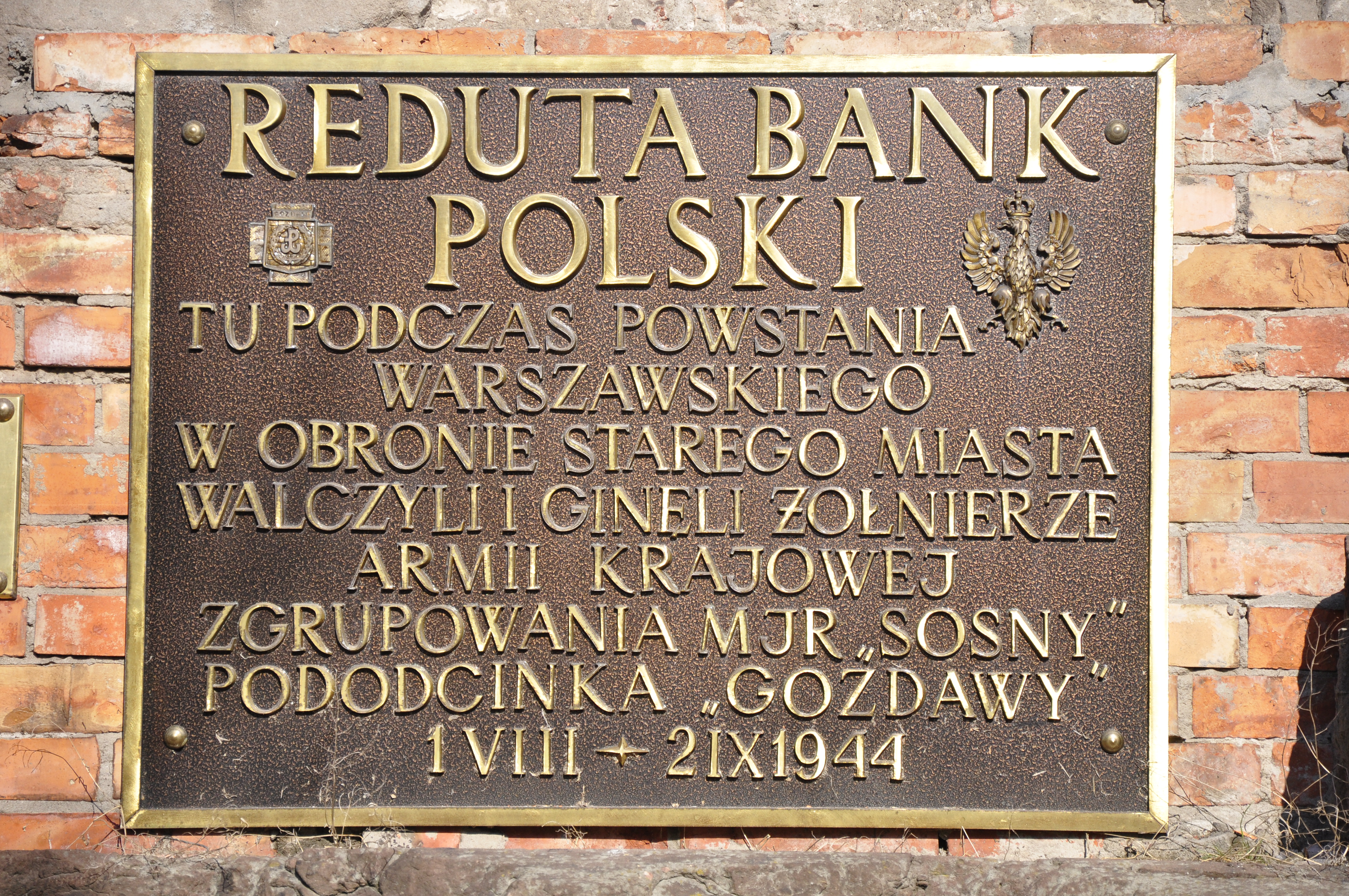
Gedenktafel am Ostflügel

## Bau des Senator-Bürogebäudes
Im Jahr 2006 kaufte der belgische Immobilienentwickler Ghelamco von Feldon die Reduta-Gesellschaft. Die Firma begann im Winter 2010 mit den Bauarbeiten zum Bau des „Senator“-Bürokomplexes. Das Gesamtgrundstück umfasst 6.587 Quadratmeter, das darauf zu errichtende sechsstöckige Gebäude wird 25.000 bis 30.000 Quadratmeter Nutzfläche und 300 bis 400 Autoparkplätze enthalten. Der Bau soll 2012 fertiggestellt sein. Das neue Objekt wird Form und Optik des ehemaligen Nationalbankgebäudes aus den 1930er Jahren nachzeichnen; es wird auch die frühere, charakteristische abgerundete Ecke an der Kreuzung der Solidarnosci-/Bielańska-Straßen aufgenommen. Vom Denkmalschutzamt ausgewählte Fragmente der früheren Bankfundamente werden durch einen Glasboden sichtbar sein. Dazu zählen auch noch vorhandene Strukturen der Münze von Stanislaus August Poniatowski.

### Stand der Bauarbeiten im März 2011

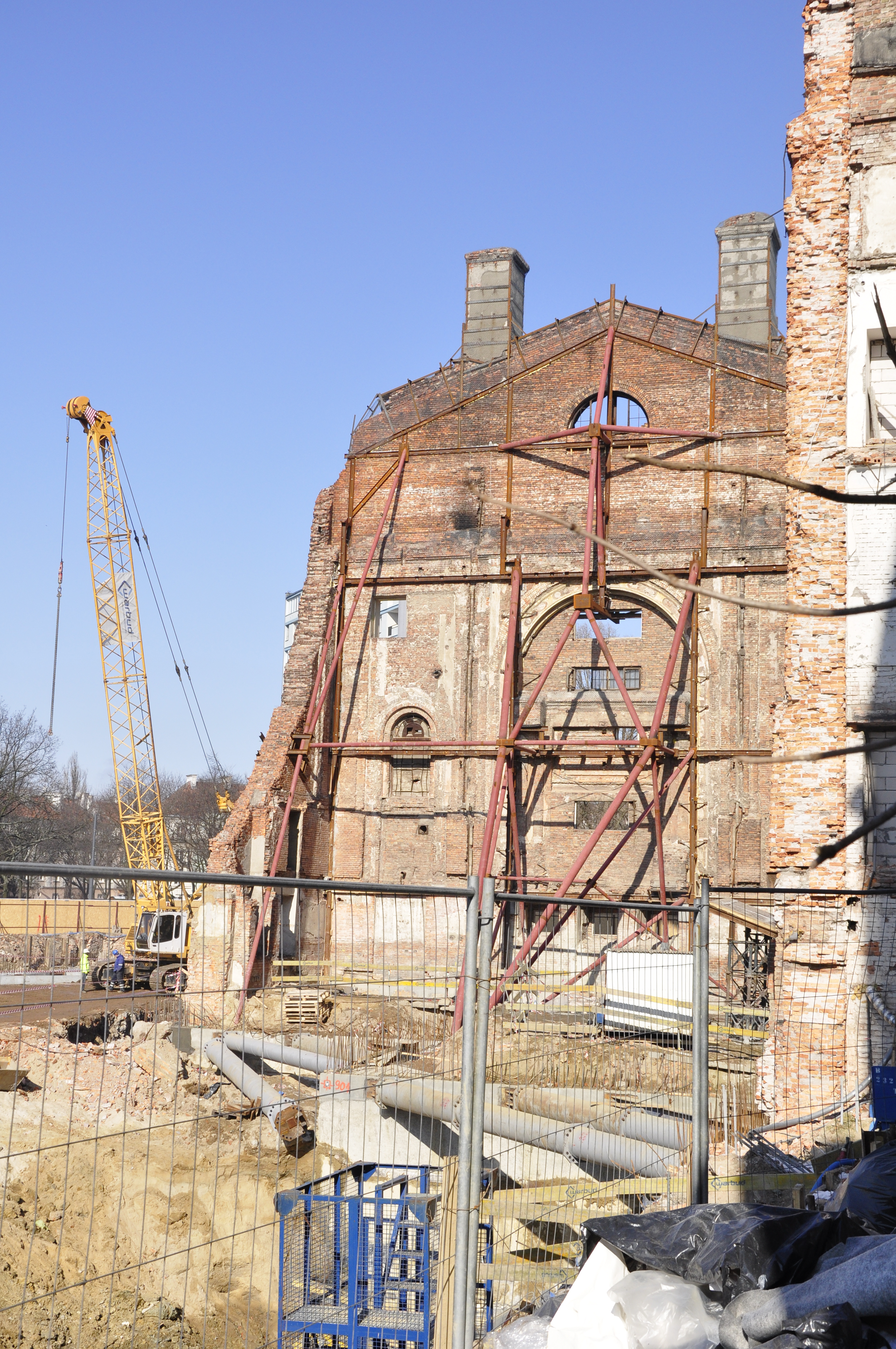
Ostfassade des früheren Mitteltrakts
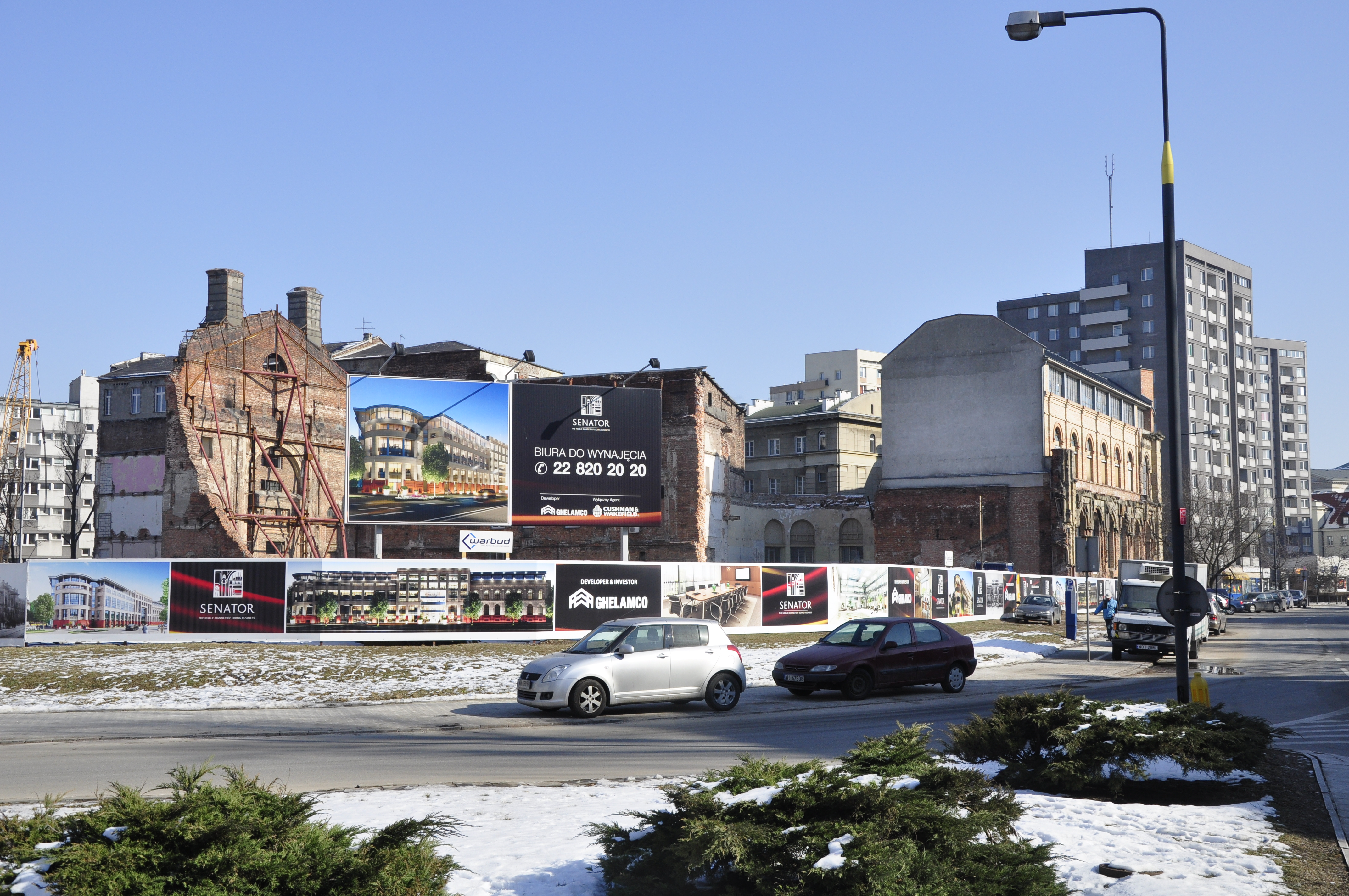
Blick von der Solidarności-Allee
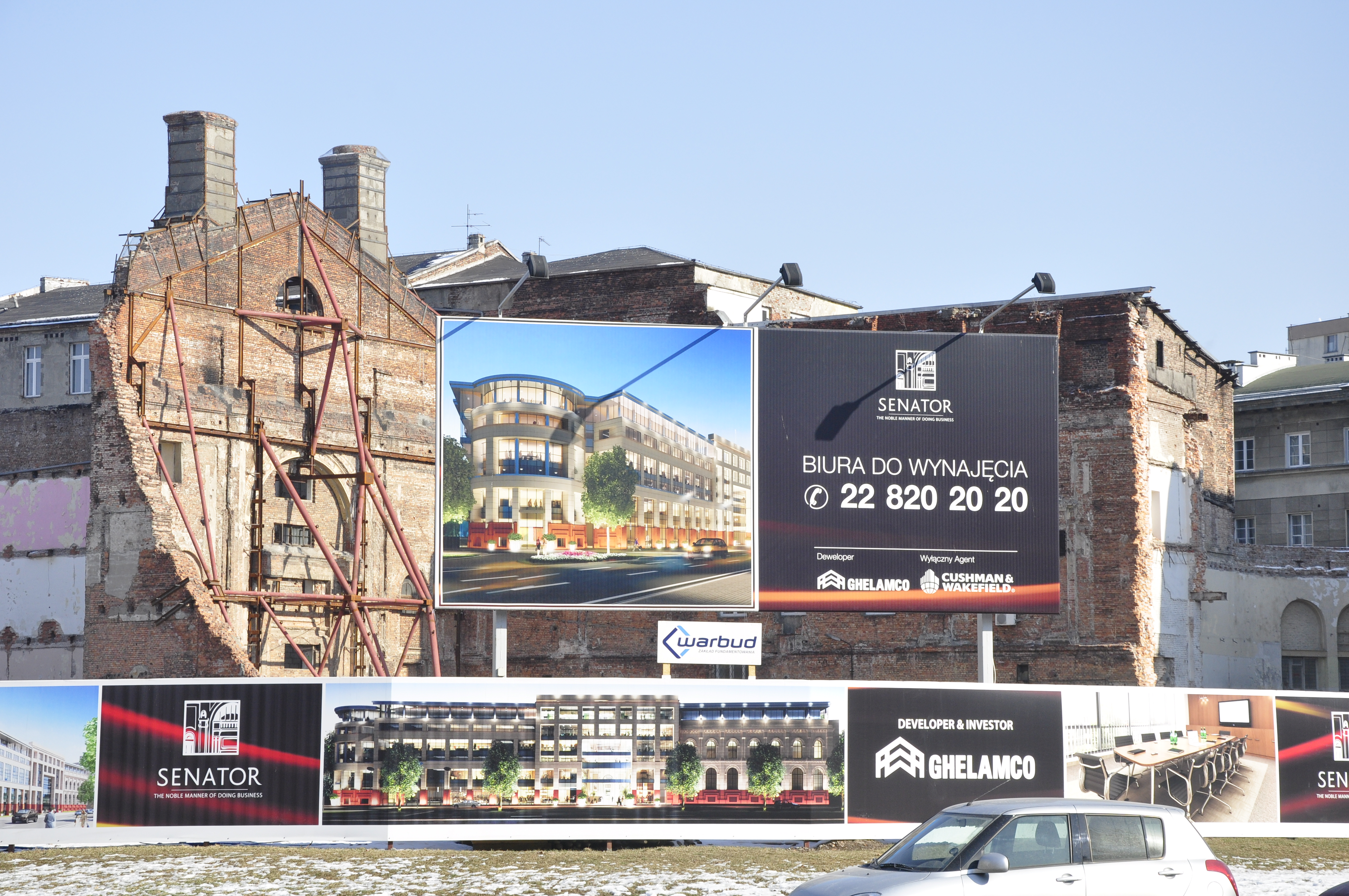
Vermarktungstafel zur Vermietung des Neubaus
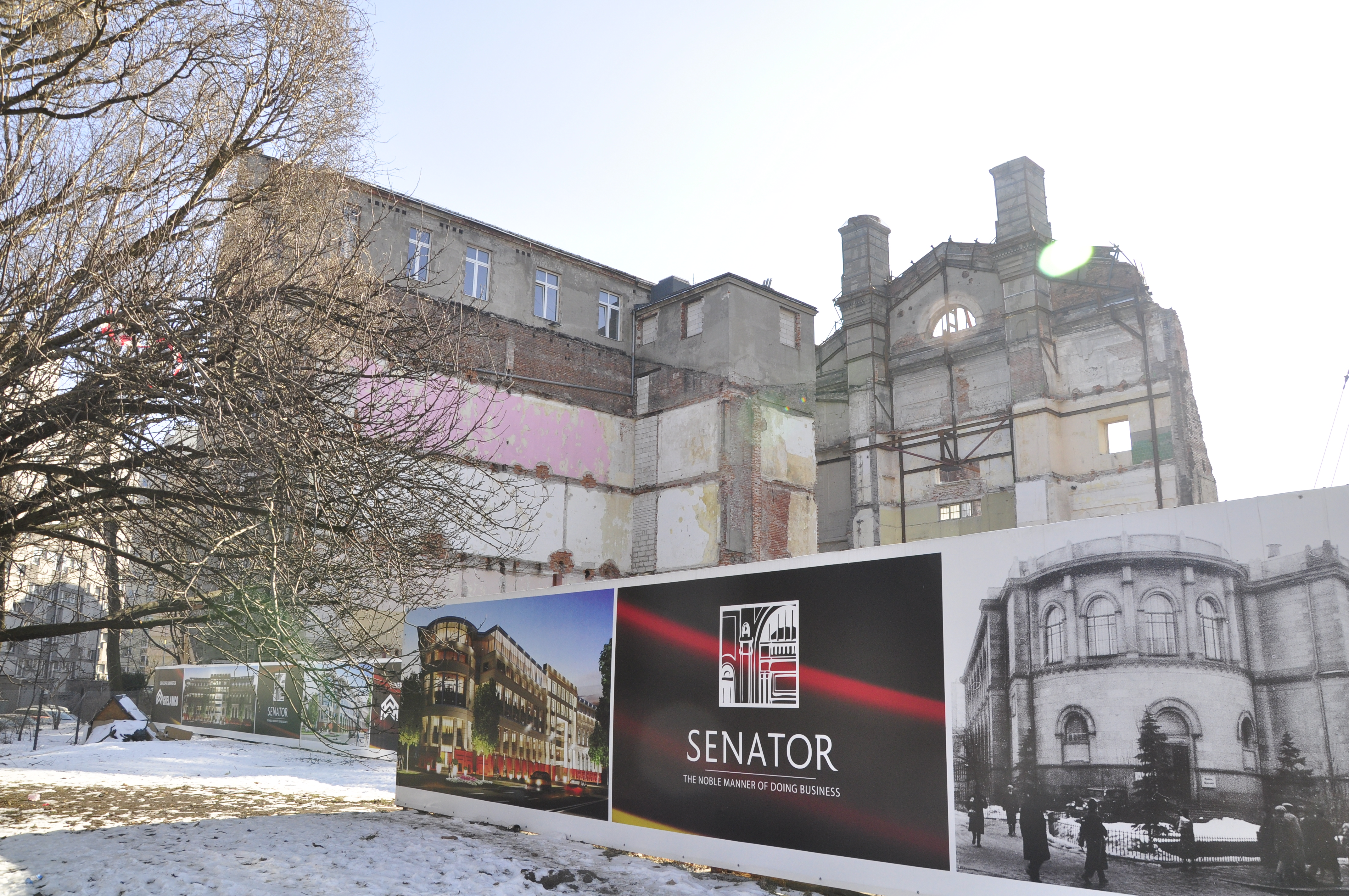
Baugelände aus ostwärtiger Sicht

Das ursprüngliche Konzept zu Wieder- und Neuaufbau der Anlage stammte vom Architekten Michal Borowski. Sein Konzept ist die Basis des aktuellen Projekts, dass von den Architekturbüros Jaspers & Eyers, AB-Projekt und Architrav erstellt wurde. Die zukünftige Verwendung des Westflügels ist unbekannt. Das dort gemäß Vertrag von 1995 zwischen Feldon und der Stadt ursprünglich vom Investor einzurichtende Museum des Warschauer Aufstandes befindet sich seit 2004 in einem umgebauten Straßenbahn-Elektrizitätswerk in der Warschauer Grzybowska-Straße.

### Fertiggestelltes Gebäude im Herbst 2012

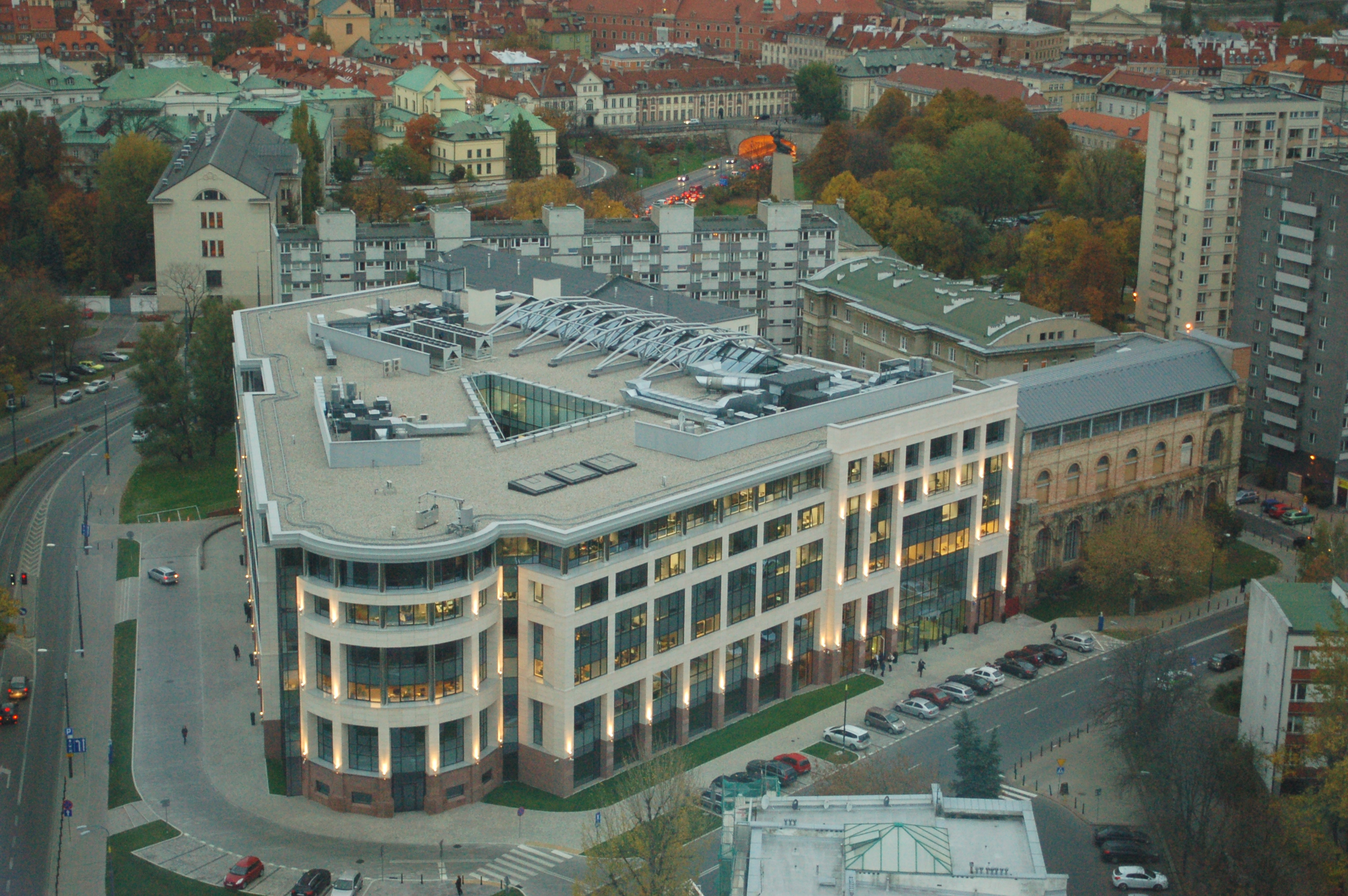
Blick vom Blue Tower Plaza
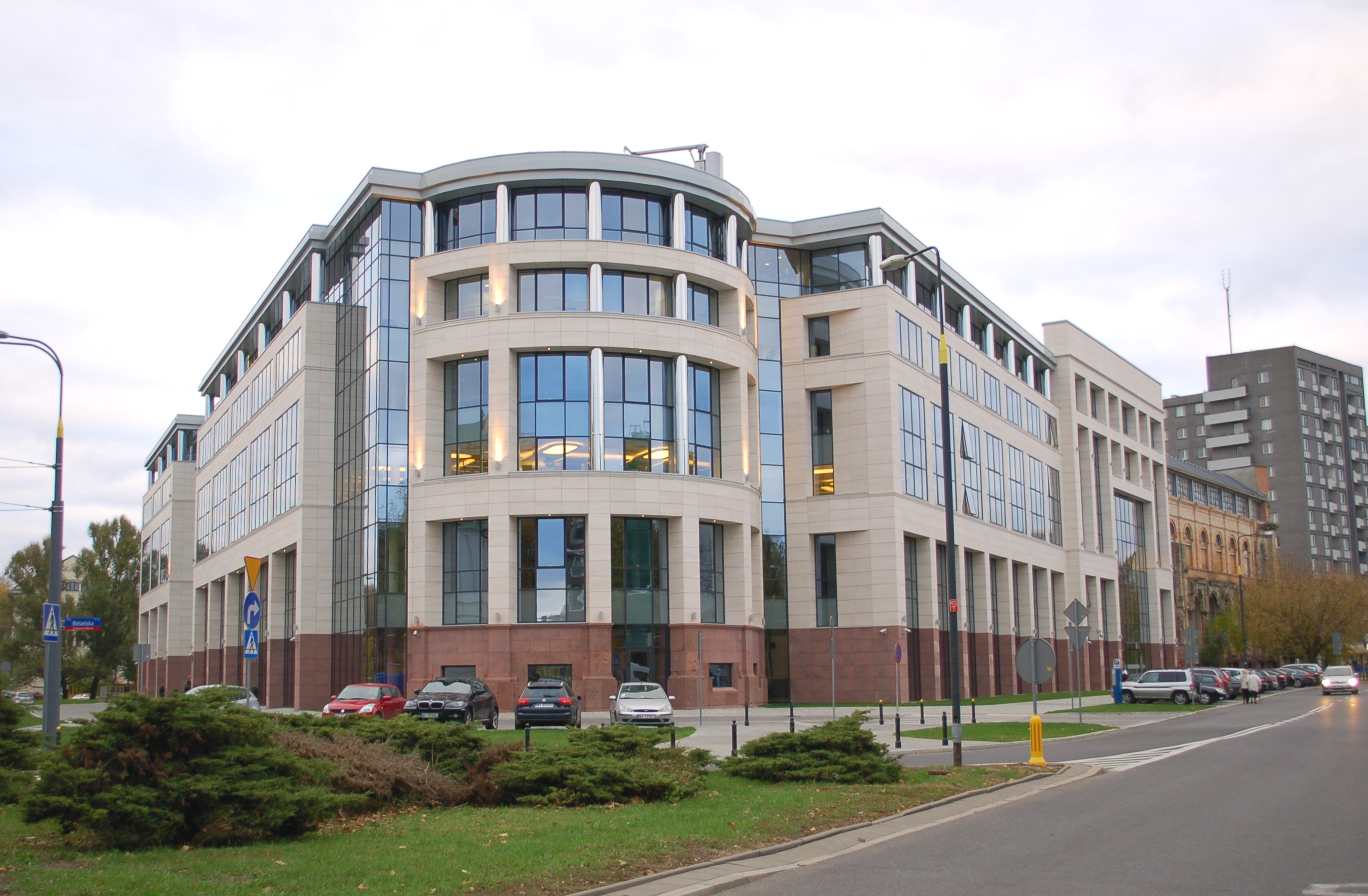
Blick von der Solidarności-Allee
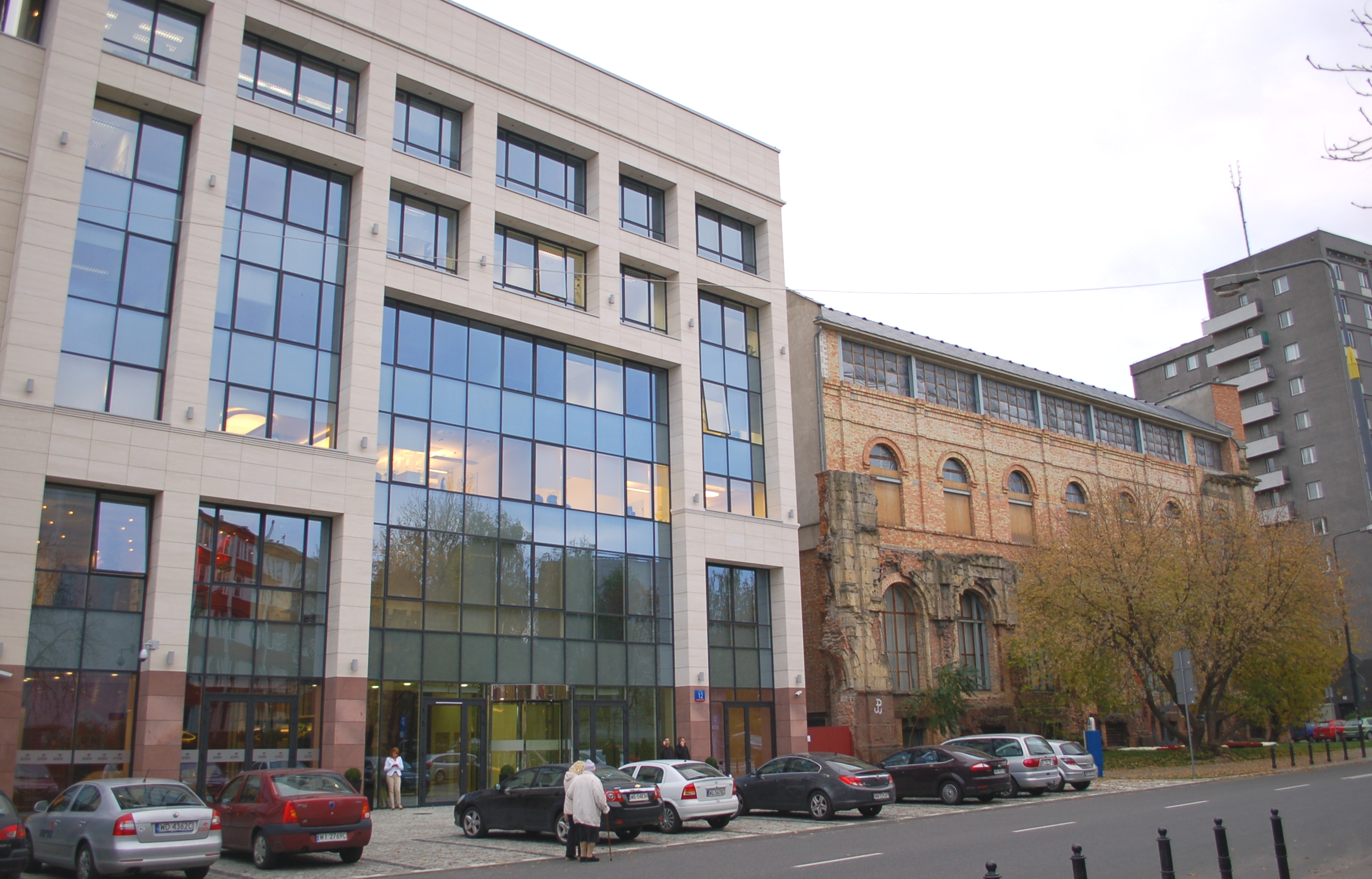
Verbindung zum Altbau
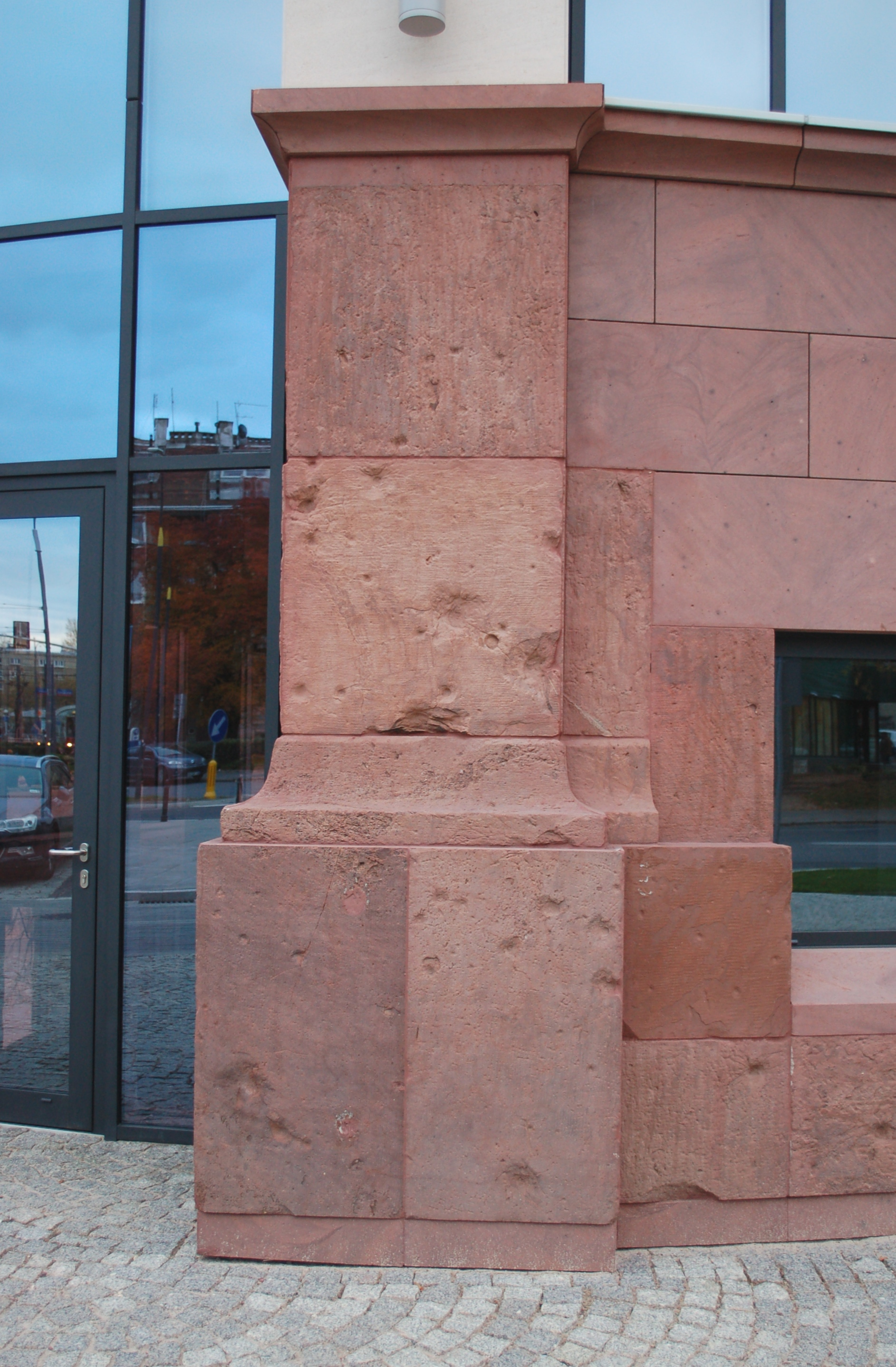
Einschusslöcher